# Список символов штата Канзас

Расположение Канзаса в Соединённых Штатах Америки

Ка́нза́с (англ. Kansas) — штат в центральной части США, один из штатов Среднего Запада. Население — 2 871 238 человек (2011). Столица — город Топика. Крупнейший город — Уичито. 
Ниже приведён список символов американского штата Канзас.

## Государственные символы

Флаг штата Канзас

- Амфибия: тигровая саламандра (Ambystoma mavortium)
- Птица: западный луговой трупиал (Sturnella neglecta)
- Государственный флаг: флаг штата Канзас
- Государственный цветок: дикий подсолнух (подсолнечник annuus)
- Насекомое: западная медоносная пчела (Апис mellifera mellifera)
- Животное: американский бизон
- Государственный девиз:  Ad astra per aspera (с латыни — К звёздам через трудности)
- Прозвище: подсолнечный штат
- Рептилия: Terrapene ornata ornata
- Печать: Большая печать штата Канзас
- Почва: Harney silt loam (сайт) (неофициальный)
- Песня: Home on the Range
- Трава: Schizachyrium scoparium
- Дерево: Тополь дельтовидный (Populus deltoides)
- Четвертак: американский бизон и подсолнечник